# Pseudocellus aridus
Espèce
Pseudocellus aridus est une espèce de ricinules de la famille des Ricinoididae.

## Distribution
Cette espèce est endémique de la province de Guantánamo à Cuba. Elle se rencontre dans la Sierra del Maquey vers Caimanera.

## Description
Le mâle holotype mesure 3,90 mm.

## Systématique et taxinomie
Cette espèce a été décrite par Teruel en 2015.

## Publication originale
- Teruel, 2015 : « Una especie nueva de Pseudocellus Platnick 1980 (Ricinulei: Ricinoididae) de la Bahía de Guantánamo, Cuba suroriental. » Revista ibérica de aracnología, vol. 27, p. 149-153.